# Red Bull (azienda)
La Red Bull GmbH è un'azienda austriaca, attiva in diversi settori.
Partendo dall'originario core business di produzione e commercializzazione di bevande energetiche e soft drink, Red Bull col tempo si è espansa a livello mondiale e ha diversificato i propri investimenti, principalmente nel settore sportivo, diventando sponsor (e talora organizzatrice) di eventi sportivi e atleti. Ha inoltre fondato o rilevato squadre sportive professionistiche in diverse discipline, quali automobilismo, motociclismo e ciclismo. Opera infine nel campo editoriale attraverso Red Bull Media House.

## Storia
La Red Bull GmbH è stata fondata nel 1984 dall'imprenditore austriaco Dietrich Mateschitz, insieme al tailandese Chaleo Yoovidhya. Nel 1982, mentre lavorava per il costruttore tedesco Blendax (azienda poi acquisita da Procter & Gamble), Mateschitz si recò in Thailandia e incontrò Chaleo, proprietario della TC Pharmaceutical, scoprendo che la bevanda energetica Krating Daeng, sviluppata dalla società di Chaleo nel corso del 1970, lo avrebbe aiutato a smaltire gli effetti del jet lag. Decise quindi di mettersi in società con Chaleo per portare tale bevanda in Europa: nacque così Red Bull GmbH, con un investimento iniziale di cinquecentomila dollari a testa e il 49% della società equamente ripartito tra i due soci fondatori; il restante 2% andò al figlio di Chaleo, Chalerm. Inoltre fu stabilito che Mateschitz avrebbe gestito la società.
Tra il 1984 e il 1987, la Red Bull GmbH ha modificato la formula per la Krating Daeng, rendendola meno dolce e più adeguata ai gusti europei. Nel 1987, l'azienda ha introdotto la nuova bevanda energetica in Austria con il nome di Red Bull. Il marchio si è diffuso in tutta Europa durante i primi anni novanta, raggiungendo il boom negli Stati Uniti nel 1997. Oggi la Red Bull GmbH opera in 171 paesi e impiega oltre dodicimila persone.

## Sport

### Formula 1
- Oracle Red Bull Racing
- Visa Cash App RB F1 Team

### Calcio
- RB Leipzig
- Fußballclub Red Bull Salzburg
- Fussballclub Liefering
- New York Red Bulls
- Red Bull Bragantino
- Red Bull Brasil
- Red Bull Ghana
- Omiya Ardija
- Paris FC (quota del 10%)
- Leeds United Football Club (socio di minoranza)
- Stallions FC (Kings league)

### Motomondiale
- Red Bull KTM Factory Racing (MotoGP)
- Red Bull GASGAS Tech 3 (MotoGP e Moto3)
- Red Bull KTM Ajo (Moto3 e Moto2)

### Motocross
- Red Bull KTM Factory Racing (Campionato mondiale di motocross)
- Red Bull Gas Gas Factory Racing  (Campionato mondiale di motocross)

### Hockey
- Eishockeyclub Red Bull Salzburg
- EHC Red Bull München

### Ciclismo
- Red Bull-Bora-Hansgrohe

### Mountain Bike
- Red Bull Rampage
- Red Bull Joyride
- Red Bull District

RUGBY
Newcastle Falcons